# Софьино (городской округ Шаховская)
Софьино — деревня в городском округе Шаховская Московской области России.

## Население
| 1859 | 1926 | 2002 | 2006 | 2010 |
| ---- | ---- | ---- | ---- | ---- |
| 25   | ↗49  | ↘2   | →2   | ↗5   |

## География
Расположена в центральной части округа, чуть южнее районного центра — посёлка городского типа Шаховская, на левом берегу реки Рудки, при её впадении в реку Хованку. Соседние населённые пункты — деревни Жилые Горы, Ховань и пгт Шаховская.
Имеется Ручейная улица, приписано два садоводческих товарищества.
В километре от деревни находится региональная автодорога 46К-1123 Тверь — Уваровка, на которой останавливаются автобусы до Шаховской.

## Исторические сведения
В «Списке населённых мест» 1862 года Софьино — владельческая деревня 1-го стана Волоколамского уезда Московской губернии по левую сторону Московского тракта, шедшего от границы Зубцовского уезда на город Волоколамск, в 13 верстах от уездного города, при ручье Воронцове, с 5 дворами и 25 жителями (14 мужчин, 11 женщин).
В 1913 году — 6 дворов.
До 1924 года входила в состав Муриковской волости. Постановлением президиума Моссовета от 24 марта 1924 года Муриковская волость была включена в состав Судисловской волости.
По материалам Всесоюзной переписи населения 1926 года — деревня Хованского сельсовета, 49 жителей (29 мужчин, 20 женщин), 10 крестьянских хозяйств.
С 1929 года — населённый пункт в составе Шаховского района Московской области.
1994—1995 гг. — деревня Черленковского сельского округа Шаховского района.
1995—2006 гг. — деревня Волочановского сельского округа Шаховского района.
2006—2015 гг. — деревня городского поселения Шаховская Шаховского района.
2015 г. — н. в. — деревня городского округа Шаховская Московской области.